# Rozpiętość skrzydeł

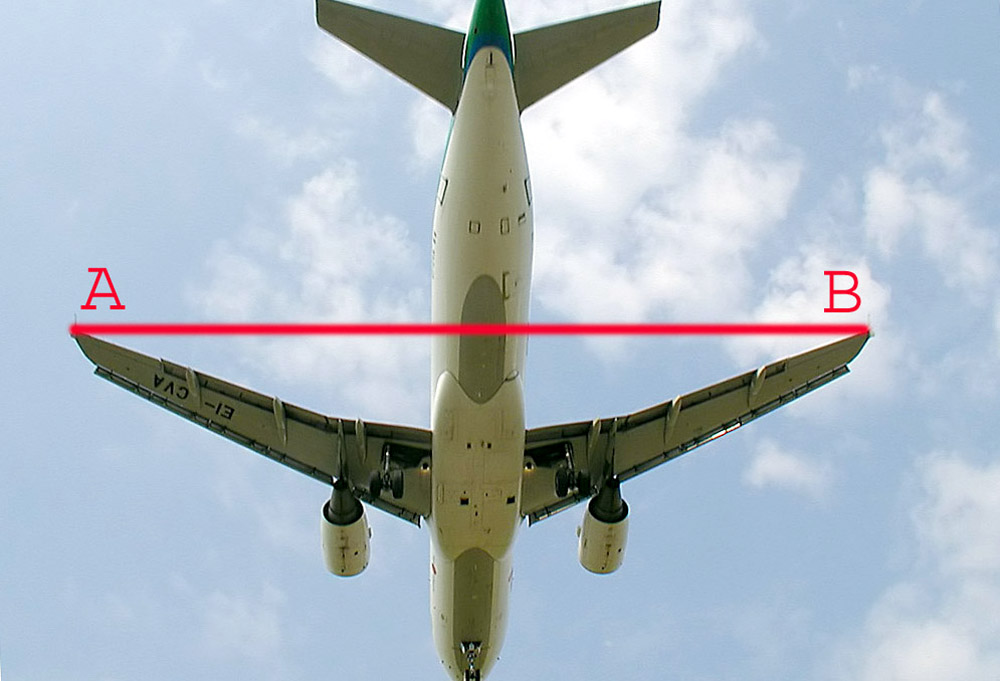
Rozpiętość skrzydeł samolotu Airbus A320

Rozpiętość skrzydeł – odległość pomiędzy końcami skrzydeł. Termin stosuje się w odniesieniu do samolotów jak i zwierząt latających, takich jak ptaki, nietoperze, pterozaury i owady.

## Rekordowe rozpiętości skrzydeł
- Samolot - Hughes H-4 Hercules - 97,54 m
- Ptak - Albatros wędrowny - 3,7 m
- Ptak (wymarły) - Argentawis - od 6 do 8 m
- Pterozaur - Hatzegopteryx i Kecalkoatl - od 10 do 11 m
- Owad - Thysania agrippina - 28 cm[1]
- Owad (wymarły) - Meganeura - 75 cm